# Tokarivka
Tokarivka (ukrainien : Токарівка) est une commune urbaine de l'oblast de Mykolaïv, en Ukraine. Elle compte 1 997 habitants en 2021.

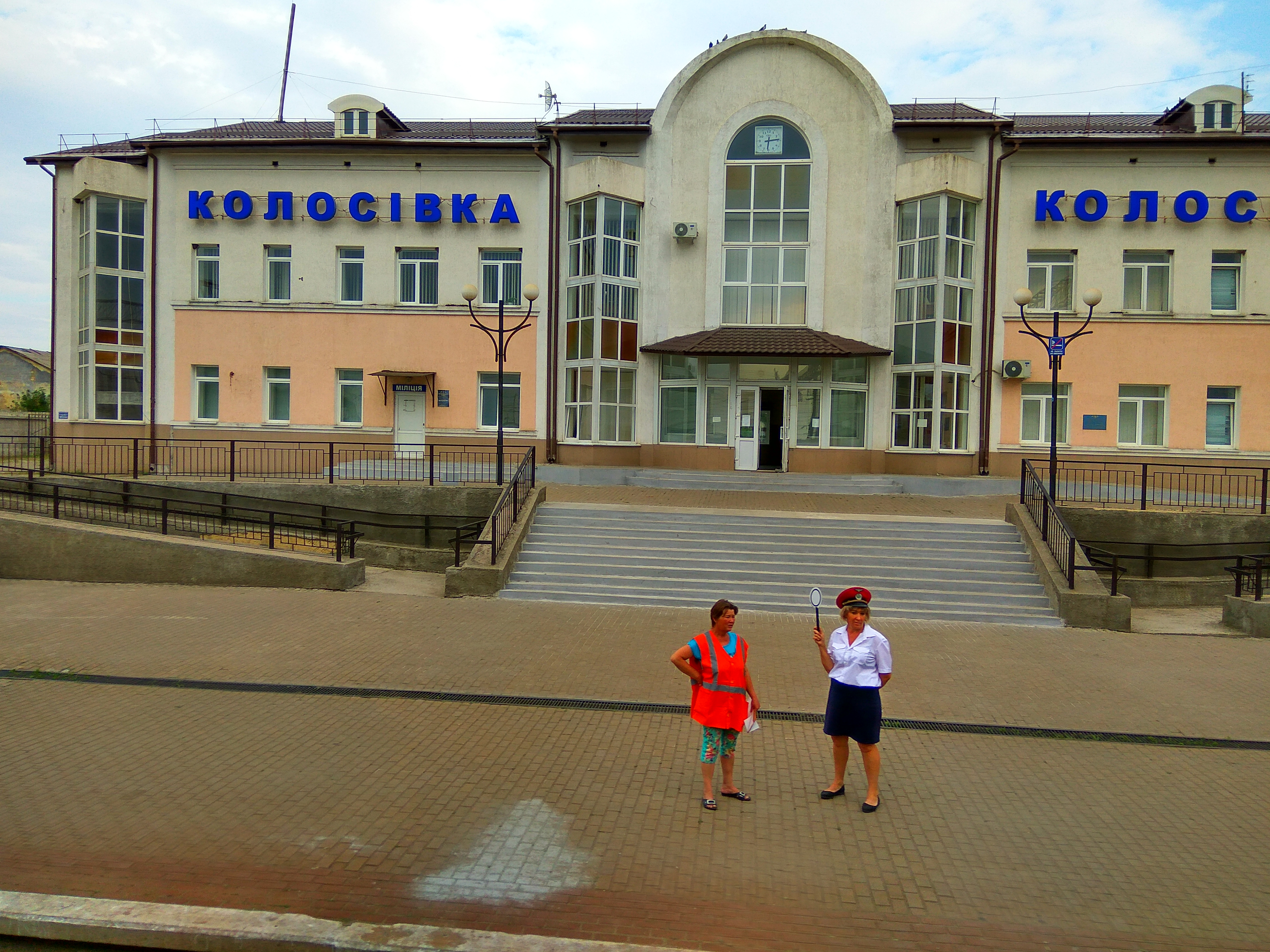
La gare de Kolosivka à Tokarivka.